# Скарлетт Кейт Фрейд Кертіс
Скарлетт Кейт Фрейд Кертіс (англ. Scarlett Kate Freud Curtis, нар. 21 червня 1995, Лондон) — британська письменниця, феміністка та блогерка.

## Біографія
Народилася у Лондоні в 1995 році в родині сценариста Річарда Кертіса і телеведучої Емми Фрейд. 
У 2003 році зіграла епізодичну роль у фільмі свого батька Реальна любов, грала Лобстера Номер 2 у шкільному вертепному концерті.

## Діяльність
Скарлетт Кертіс почала кар'єру як блогерка, писала для Ґардіан (газета), Elle, Таймс і Дейлі телеграф, була оглядачкою Sunday Times Style 'Gen-Z' з 2016 по 2018 роки.
У 2017 Кертіс заснувала колектив фемактивісток The Pink Protest. The Pink Protest й Аміка Джордж організували кампанію #FreePeriods для боротьби з менструальною бідністю. Також провели кампанію проти жіночого обрізання з активісткою Німко Алі, щоб успішно включити пункт про каліцтво вульви до Закону про дітей.
У 2018 році у видавництві «the Penguin» Кертіс курувала антологію «Feminists Don't Wear Pink & Other Lies». Це збірка есеїв 52 відомих жінок про те, що для них означає фемінізм, серед яких Кіра Найтлі, Сірша Ронан, Гелен Філдінґ, Емма Вотсон. Усі гонорари від книги пішли у благодійний фонд the United Nations charity Girl Up. Книга стала бестселером Sunday Times протягом 2 тижнів після публікації та перемогла в Національній книжковій премії у 2018 році як книга року для молоді, номінована на премію British Book Award 2019 року. Видання потрапило в заголовки національних газет, коли власник Topshop — сер Philip Green, демонтував рекламну виставку у філії Oxford Circus, London, призначену для її просування. Кертіс запустила хештег #PinkNotGreen після цієї події.
Скарлетт Кертіс веде подкаст «Feminists Don't Wear Pink».
У жовтні 2021 Кертіс повідомили, що антологічне шоу, засноване на книжці «Girls Can't Shoot (& Other Lies)», буде продюсовано Mark Gordon Pictures, виконавчими продюсерками — Кертіс та Сірша Ронан. Акторський склад: Біані Фельдштейн, Michaela Jaé Rodriguez, Кет Деннінгс, Jameela Jamil та Lolly Adefope.
2019 року у видавництві «the Penguin» Кертіс курувала антологію «It's Not OK to Feel Blue & Other Lies» – збірку есеїв 74 людей, які розповіли, що для них означає психічне здоров'я.
У листопаді 2019 року Кертіс отримала другу щорічну нагороду Changemaker Award для молодих активістів від журналу Equality Now.